# Клодет Ербстер-Жослан
Клодет Ербстер-Жослан (28 березня 1946 , Діжон ) — французька фехтувальниця на рапірах, срібна призерка Олімпійських ігор 1976 року.

## Виступи на Олімпіадах
| Олімпіада     | Дисципліна           | Місце |
| ------------- | -------------------- | ----- |
| Мехіко 1968   | командна рапіра      | 4     |
| Мюнхен 1972   | командна рапіра      | 6     |
| Монреаль 1976 | індивідуальна рапіра | 9     |
| Монреаль 1976 | командна рапіра      | 2     |